# Сяогань
Сяога́нь (кит. упр. 孝感, пиньинь Xiàogǎn) — городской округ в провинции Хубэй КНР.

## История
В 454 году, во времена южной империи Сун, восточная часть уезда Аньлу была выделена в отдельный уезд, получивший название Сяочан. В 924 году, во времена Южной Тан, правитель Ли Цуньсюй, соблюдая практику табу на имена, чтобы избежать употребления иероглифа «чан», входившего в личное имя Ли Гочана (отца основателя династии), переименовал уезд в Сяогань — так и появился этот топоним. Сам топоним «Сяогань» был составлен из иероглифов, означающих «сыновья почтительность» и «растрогать»; его источником послужили классические конфуцианские истории о сыновьях, которые своей почтительностью растрогали Небо и Землю.
После образования КНР был создан Специальный район Сяогань (孝感专区), состоявший из 9 уездов. В 1951 году в состав Специального района Сяогань также перешли уезды Ханьчуань и Ханьян, до этого входившие в состав Специального района Мяньян (沔阳专区).
В 1952 году уезд Лишань был переименован в Дау; уезд Хуанъань был переименован в Хунъань и передан в состав Специального района Хуанган (黄冈专区), уезд Суйсянь был передан в состав Специального района Сянъян (襄阳专区). Тогда же, в 1952 году, был расформирован Специальный район Дае (大冶专区), и 7 ранее входивших в его состав уездов были переданы в состав Специального района Сяогань.
В 1959 году Специальный район Сяогань был расформирован, и все 16 входивших в его состав уездов перешли под юрисдикцию властей Уханя, где часть уездов была в 1960 году объединена друг с другом. В 1961 году все эти изменения были отменены, и Специальный район Сяогань был воссоздан в составе 16 уездов.
В 1965 году 7 уездов, находившиеся к югу от реки Янцзы, были выделены в отдельный Специальный район Сяньнин (咸宁专区).
В 1970 году Специальный район Сяогань был переименован в Округ Сяогань (孝感地区).
В 1975 году уезд Ханьян был вновь передан под юрисдикцию властей Уханя. В 1983 году уезд Хуанпи также был вновь передан под юрисдикцию властей Уханя.
В 1983 году уезд Сяогань был преобразован в городской уезд. В 1986 году уезд Инчэн был преобразован в городской уезд. В 1987 году уезд Аньлу был преобразован в городской уезд.
Постановлением Госсовета КНР от 10 апреля 1993 года были расформированы округ Сяогань и городской уезд Сяогань, и был образован городской округ Сяогань; вместо бывшего городского уезда Сяогань были образованы район Сяонань и уезд Сяочан.
В 1997 году уезд Ханьчуань был преобразован в городской уезд.
В 2000 году городской уезд Гуаншуй был передан в состав новообразованного городского округа Суйчжоу.

## Административно-территориальное деление
Городской округ Сяогань делится на 1 район, 3 городских уезда, 3 уезда
| Карта                                           | Статус    | Название | Иероглифы      | Пиньинь | Площадь (км²) | Население (2010) |
| ----------------------------------------------- | --------- | -------- | -------------- | ------- | ------------- | ---------------- |
| Сяонань Сяочан Дау Юньмэн Инчэн Аньлу Ханьчуань |           |          |                |         |               |                  |
| Район                                           | Сяонань   | 孝南区   | Xiàonán qū     |         |               |                  |
| Городской уезд                                  | Инчэн     | 应城市   | Yìngchéng shì  |         |               |                  |
| Городской уезд                                  | Аньлу     | 安陆市   | Ānlù shì       |         |               |                  |
| Городской уезд                                  | Ханьчуань | 汉川市   | Hànchuān shì   |         |               |                  |
| Уезд                                            | Сяочан    | 孝昌县   | Xiàochāng xiàn |         |               |                  |
| Уезд                                            | Дау       | 大悟县   | Dàwù xiàn      |         |               |                  |
| Уезд                                            | Юньмэн    | 云梦县   | Yúnmèng xiàn   |         |               |                  |

## Экономика
В округе расположены завод 4-го НПО компании China Aerospace Science and Industry Corporation, завод грузовых автомобилей Wanshan Special Vehicle.